# Spathius agrili
Spathius agrili är en stekelart som beskrevs av Yang 2005. Spathius agrili ingår i släktet Spathius och familjen bracksteklar. Inga underarter finns listade i Catalogue of Life.